# Alexandromenia agassizi
Alexandromenia agassizi is een Solenogastressoort uit de familie van de Amphimeniidae. De wetenschappelijke naam van de soort is voor het eerst geldig gepubliceerd in 1911 door Heath.